# Take a Letter, Darling
Take a Letter, Darling (br: Ela e o Secretário) é um filme estadunidense de 1942, do gênero comédia, dirigido por Mitchell Leisen e estrelado por Rosalind Russell e Fred MacMurray. A novidade do filme reside na troca das convenções sociais: ao contrário do estereótipo, da época, aqui é um homem que trabalha sob as ordens de uma ativa mulher de negócios. O filme recebeu três indicações para o Oscar: Fotografia, Direção de Arte e Trilha Sonora. Ken Wlaschin lista-o como um dos dez melhores filmes de ambos os astros. A atuação de Robert Benchley também recebeu elogios.

## Sinopse
Tom Verney, um pintor sem dinheiro, coloca anúncio no jornal oferecendo-se como secretário. Acaba contratado por A.M. MacGregor, ou "Mac", uma executiva do ramo de publicidade que só pensa no trabalho. Tom não se sente bem na função, mesmo porque Mac o leva para seus compromissos sociais, ora apresentando-o como noivo, ora jogando-o nos braços de alguém. Quando surge a oportunidade de conseguir a conta de Jonathan Caldwell, um milionário da indústria do tabaco, Mac manda Tom para a mansão dele, no Sul. Tom se apresenta como publicitário e logo não consegue tirar os olhos de Ethel, irmã de Jonathan. Enquanto isso, Mac se descobre apaixonada por Tom e parte de Nova Iorque ao seu encontro, enciumada. Jonathan, que não suportava mulheres, fica maravilhado com ela.

## Elenco
| Ator/Atriz       | Personagem        |
| ---------------- | ----------------- |
| Rosalind Russell | A.M. MacGregor    |
| Fred MacMurray   | Tom Verney        |
| Macdonald Carey  | Jonathan Caldwell |
| Constance Moore  | Ethel Caldwell    |
| Robert Benchley  | G.B. Atwater      |
| Charles Arnt     | Fud Newton        |
| Cecil Kellaway   | Tio George        |
| Kathleen Howard  | Tia Minnie        |
| Margaret Seddon  | Tia Judd          |

## Principais premiações
| Prêmio | Categoria | Situação |
| ------ | --- | -------- |
| Oscar  | Melhor Fotografia Melhor Direção de Arte/Decoração de Interiores (preto e branco) Melhor Trilha Sonora (filme dramático ou comédia) | Indicado |